# Pepsinogeno
Il pepsinogeno è la forma inattiva, cioè lo zimogeno, dell'enzima proteolitico pepsina.
Viene convertito nella sua forma attiva dall'acido cloridrico (HCl) presente all'interno dello stomaco in attività digestiva. Viene secreto dalle cellule principali dello stomaco in questa forma.
Una volta attivato dall'acidità (il pH del succo gastrico è circa 2,5) agisce come proteasi, ovvero scinde le proteine in peptidi, cioè in catene più piccole di amminoacidi, agendo sugli amminoacidi aromatici.
Le isoforme del pepsinogeno sono solitamente raggruppate in 5 diversi gruppi, in base alla loro struttura primaria: pepsinogeno A (chiamato anche pepsinogeno I), pepsinogeno B, progastrina (chiamato anche pepsinogeno II e pepsinogeno C), prochimosina (detta anche prorennina) e pepsinogeno F.

## Importanza
È importantissimo che l'enzima proteolitico sia secreto in questa forma, perché in caso di produzione già in forma attiva all'interno delle cellule peptiche potrebbe danneggiare gli stessi enzimi intracellulari, provocando un'autodigestione della cellula.